# ایچیرو سوگای
ایچیرو سوگای (انگلیسی: Ichiro Sugai; ۲۵ ژوئیهٔ ۱۹۰۷ – ۱۱ اوت ۱۹۷۳) بازیگر، کارگردان فیلم اهل ژاپن بود.
از فیلم‌ها یا برنامه‌های تلویزیونی که وی در آن نقش داشته‌است می‌توان به سگ ولگرد، کلید، سانشیرو سوگاتا، عاشقان مصلوب، اوایل تابستان، زیباترین، سانشیرو سوگاتا قسمت دوم، یکشنبهای فوقالعاده، زندگی اوهارو، سانشوی مباشر، شعله عشق من، بهمن، و گرگ اشاره کرد.